# 日本皇民党
日本皇民党（にほんこうみんとう）は、高松市に総本部を置く稲川会傘下の右翼団体（任侠右翼）である。1980年代後半に自民党総裁の竹下登元内閣総理大臣に対して「ほめ殺し」と呼ばれる街宣車での街宣活動をしたことで知られる（皇民党事件）。
その活動範囲については、長らく西日本が中心とされてきたが、近年、関東地方へ進出しており、2010年（平成22年）1月13日に構成員が小沢一郎当時民主党幹事長の自宅に火炎瓶を投げ入れるパフォーマンスをしたことをきっかけに、それまで拠点が無いとされた東京に約20人程度の「東京グループ」の存在が浮上し、警視庁公安部が視察下に置いている。
傘下団体には日本皇民党烈風塾が存在する。(北海道)。

## 来歴
1972年（昭和47年）、全日本愛国者団体会議議長荻島峯五郎（六代目山口組の3次団体・前川一家六代目組長）の門下生であった稲本虎翁が高松市に右翼団体として設立。稲本は初代総裁となる。稲本は南道会傘下の白神組に籍をおいていたことがあり、同じく南道会傘下である福井組の宅見勝（のち五代目山口組若頭）とは五分の兄弟分であった。
稲本は高松の大日本義和団の岩崎寿昭とも兄弟分であり、その後中国四国九州の130の右翼団体を束ねた協議団体「西日本獅子の会」を結成し、同会の理事長となる。1980年（昭和55年）5月22日に政治団体として届け出。なお日本皇民党は、現在も西日本獅子の会に加盟している。
1987年（昭和62年）に自民党総裁選に立候補していた竹下登へのほめ殺し街頭演説を行い、全国的に知られるようになる（皇民党事件）。このとき、金丸信副総理（当時）の意を受けた渡辺広康東京佐川急便社長が打開を図るべく石井進稲川会二代目会長を介して現金工作を行ったといわれる（これは1992年に表面化した東京佐川急便事件の捜査が進むに連れ明らかとなった）。
1990年（平成2年）2月21日、全日本教職員組合協議会の教研集会開催に反対するため、京都市内に街宣車で乗り付けていた皇民党の隊員が、トラックの荷台から落下した京都府警察の廃棄文書を拾ったところ、窃盗罪の嫌疑で京都府警の捜査を受けたことからトラブルとなる。
これに対し皇民党は、無届けで京都府警察本部や逮捕令状を出した京都地方裁判所の裁判官への抗議デモを行い、大島竜珉ら幹部3人が逮捕・勾留された。折しも京都府では、京都府知事選挙の告示が行われるところであり、激怒した日本皇民党は、楠木三十四ら3人を擁立した。
泡を食った京都府警は、立候補を取り下げさせようと大島らを釈放しパトカーで送り届けたが、日本皇民党はそのまま知事選挙に突入し、選挙活動の体裁で京都府警察本部長への批判を行った。現職の荒巻禎一陣営は、この行動が日本共産党推薦の木村万平への追い風になりかねないと危機感を抱き、府警は街宣車を連ねて京都市内を走り回る右翼団体に、手出しできぬまま翻弄されることとなった。佐川清が調停に乗り出し、皇民党は政見放送に出演せずに選挙運動を中止して香川県高松市に引き上げ、佐川に貸しを作る形となった。なお、選挙は荒巻が大勝した。
同年12月、湾岸危機の最中のイラクに日本人人質解放のため向かった参議院議員アントニオ猪木を護衛する名目で、稲本ほか日本皇民党隊員が同行し、米軍主導の多国籍軍を非難するとともにクウェートを占領しているサッダーム・フセイン政権を擁護する声明を出している。佐川は猪木のタニマチであり、人質救出のためのトルコ航空のチャーター費用も佐川が捻出しており、猪木は佐川の指示により、日本皇民党に便宜を図ったことを大筋で認めている。日本皇民党を同行させることが、佐川から出されたチャーター費支払いの条件であったとも言われる。
1991年（平成3年）の秋に急死した稲本の葬儀には、畑時夫が本葬儀委員長を務め、本葬儀顧問に岡村吾一、中村武彦、志賀敏行、高橋正義、木村秀二といった大物右翼が並んだ。稲本に代わって大島竜珉が総裁となる。
1997年（平成9年）3月、高松市内に本部ビルを建設。登記簿では抵当権の設定が確認されないことから、自費で賄ったものと見られ、相当な財力があると推測される。
2004年（平成16年）、街宣車を大阪市の中華人民共和国総領事館に突入・炎上させ、運転していた男など2人が逮捕された。
2010年（平成22年）1月15日、小沢一郎（当時民主党幹事長）の自宅への火炎瓶投擲未遂事件を起こしている。
2011年（平成23年）8月21日、東京都港区お台場にあるフジテレビ本社周辺で行なわれたフジテレビ抗議デモに便乗して、街宣活動を行なった。
2011年（平成23年）11月24日に、元構成員の男性を東京都世田谷区の会社事務所に監禁のうえ負傷させるなどした容疑で、構成員が逮捕されている。
2017年（平成29年）10月2日に、建設会社から現金を脅し取ろうとしたとして恐喝未遂容疑で幹部が逮捕されたが、同月20日に高松地検が不起訴としている。
2023年（令和5年）10月11日、トラブル解決料名目で知人から現金を脅し取ろうとしたとして、総裁の大島竜珉とナンバー2の本部長が恐喝未遂容疑で逮捕された。

## 主な批判対象
冷戦時代から左寄り（左翼）に分類される国や団体等が中心である。
- 中華人民共和国（中国）
- 朝鮮民主主義人民共和国（北朝鮮）
- 日本共産党（日共）
- 全日本教職員組合（全教）
- 日本教職員組合（日教組）